# Wang Tuoh
Wang Tuoh (chinês: 王拓, pinyin: Wáng Tuò; Taihoku, 9 de janeiro de 1944 – Taipé, 9 de agosto de 2016) foi um escritor, intelectual, literário crítico e político taiwanês. Ele nasceu em Badouzi (八斗子), em seguida, uma pequena vila de pescadores perto da cidade portuária de Keelung. Seu nome era originalmente Wang Hung-chiu (王紘久).[carece de fontes?]